# Francis Daw Tang
Francis Daw Tang (Maw Gun, 19 de dezembro de 1946) é um clérigo de Myanmar e bispo católico romano emérito de Myitkyina.

## Biografia
Francis Daw Tang nasceu de pais católicos. Concluiu os primeiros estudos na missão católica da aldeia; depois passou para o Seminário Menor de Myitkyina e mais tarde para o Seminário Maior Nacional de Yangon. Foi ordenado sacerdote em 15 de março de 1979 para a diocese de Myitkyina.
Em seu ministério, foi Pároco em Nanhlaing, com a tarefa de cuidar de outros dois centros: Meinghkat e Loinawkyan (1979-1993). A partir de 1993, atuou como pároco em Kamaing, além de Capelão do Conselho dos Leigos (1991), Diretor Diocesano das Pontifícias Obras Missionárias (1996) e Diretor Espiritual dos sacerdotes diocesanos locais (2000).
Em 15 de janeiro de 2002, o Papa João Paulo II o nomeou bispo auxiliar em Myitkyina e bispo titular de Maturba. A consagração episcopal lhe foi conferida pelo núncio apostólico na Tailândia, Cingapura e Camboja e delegado apostólico em Mianmar, Laos, Brunei Darussalam e Malásia, arcebispo Adriano Bernardini, em 11 de abril do mesmo ano; os co-consagradores foram Paul Zingtung Grawng, Bispo de Myitkyina, e Charles Maung Bo SDB, Bispo de Pathein.

Em 3 de dezembro de 2004, foi nomeado Bispo de Myitkyina e empossado em 6 de fevereiro do ano seguinte. Em 18 de novembro de 2020, o Papa Francisco aceitou a renúncia de Francis Daw Tang.